# Ianassa
Ianassa (en grec antic Ἰάνασσα) va ser, segons la mitologia grega, una de les cinquanta Nereides, filla de Nereu, un déu marí fill de Pontos, i de Doris, una nimfa filla d'Oceà i de Tetis. Tenia un únic germà, Nèrites.
La mencionen Homer i Gai Juli Higí a les seves llistes de nereides. Homer diu que va ser una de les trenta-dues nereides que van pujar des del fons de l'oceà per arribar a les platges de Troia i plorar, juntament amb Tetis, la futura mort d'Aquil·les